# Отчёт Лайтхилла
Отчёт Лайтхилла — документ, подготовленный в 1973 году британским прикладным математиком Джеймсом Лайтхиллом, в котором были даны крайне пессимистические прогнозы для основных направлений исследований в области искусственного интеллекта.
Отчёт был заказан Лайтхиллу британским Советом по научным и инженерным исследованиям в связи с разногласиями между учёными факультета искусственного интеллекта Эдинбургского университета — крупнейшего на тот момент исследовательского центра в соответствующем направлении. Вслед за отчётом последовала одна из «зим искусственного интеллекта»: в результате британское правительство прекратило ассигнования в большинство университетских исследовательских программ, были сохранены лишь программы в Эдинбургском, Сассекском и Эссекском университетах.
Наибольшей критике в отчёте были подвергнуты направления машинного перевода и робототехники, при этом относительно положительные оценки перспектив были даны направлениям моделирования нейрофизиологических и психических процессов. В целом в отчёте отмечено, что методы искусственного интеллекта работоспособны в некоторых предметных областях для весьма ограниченных по масштабу проблем, тогда как их распространение, масштабирование до широкого практического применения существенно осложнено в связи с эффектами комбинаторного взрыва.
Отчёт получил широкий резонанс также в средствах массовой информации, в частности, на телеканале BBC вышли в эфир полуторачасовые дебаты между Лайтхиллом, Мичи (англ. Donald Michie), Маккарти и Грегори (англ. Richard Gregory).